# 米奥勒
米奥勒（法語：Miolles，法語發音：[mjɔl]）是法国奧克西塔尼大區塔恩省的一个市镇，属于阿尔比区。

## 地理
米奥勒（43°53'19"N, 2°32'49"E）面积12.1 平方千米，位于法国奧克西塔尼大區塔恩省，该省份为法国南部内陆省份，北起顺时针与阿韦龙省、埃罗省、奥德省、上加龙省和塔恩-加龙省接壤。
与米奥勒接壤的市镇（或旧市镇、城区）包括：朗斯河畔巴拉吉耶、蒙弗朗、普斯托米、屈尔瓦勒、马萨尔。

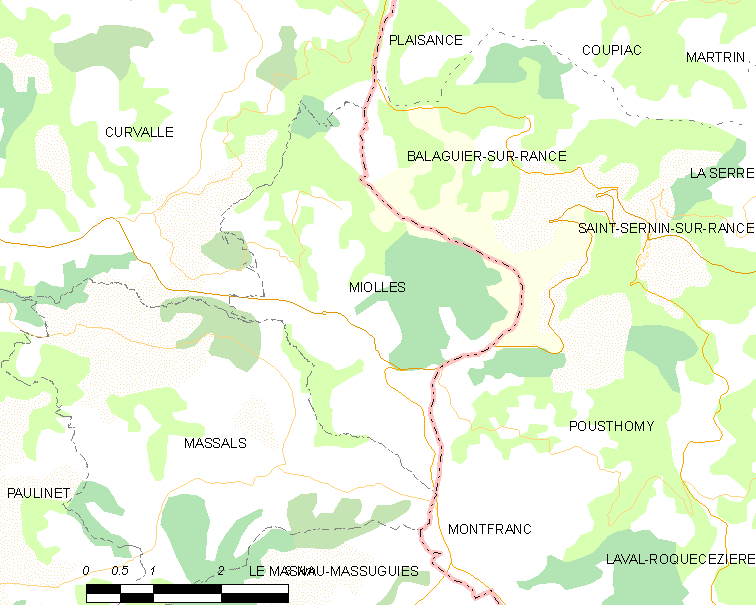
米奥勒的OSM定位图

米奥勒的时区为UTC+01:00、UTC+02:00（夏令时）。

## 行政
米奥勒的邮政编码为81250，INSEE市镇编码为81167。

## 政治
米奥勒所属的省级选区为上达杜县。

## 人口

1962-2008年间米奥勒人口变化图示

米奥勒于2022年1月1日时的人口数量为107人。